# Natalia Oreiro
Natalia Oreiro (Montevidéu, 19 de maio de 1977) é uma atriz, cantora, empresária e modelo uruguaia. Após realizar aparições em anúncios publicitários durante a pré-adolescência, Oreiro se mudou para a Argentina em 1994 para continuar sua carreira artística: seus trabalhos mais notáveis incluem as telenovelas Ricos y famosos (1997), Muñeca brava (1998), Kachorra (2002), Sos mi vida (2002) e Solamente vos (2013). Devido a seu êxito internacional, é, por vezes, citada como "Rainha das Telenovelas". No início de sua carreira, Oreiro ganhou o concurso "Super Paquita" e tornou-se uma das Paquitas do programa Show de Xuxa produzido pelo Canal 13 da Argentina, e exibido em 16 países da América Latina e Estados Unidos.
No panorama da carreira musical como solista, gravou três álbuns de estúdio com recordes de vendas a nível nacional e internacional. Conquistou a marca de mais de 3 milhões de discos vendidos em todo o mundo. Seus maiores sucessos musicais, incluem canções como "Que sí, que sí", "Cambio dolor", "Me muero de amor", "Tu veneno", "Río de la Plata", "Cuesta arriba, cuesta abajo", "Que digan lo que quieran", "Todos me miran", entre otros.
Por consequência de sua interpretação em Muñeca brava, pela personagem Milagros Espósito, a atriz foi indicada para o Martín Fierro em 1998 e 1999. Esperanza, trabalho em Sos mi vida, rendeu-lhe o mesmo prêmio na categoria de "melhor atriz de comédia". Também chegou a vencer condecorações internacionais — VIVA de Israel, Gold Otto da Polônia e Story Award da Hungria. Como cantora, foi homenageada pelo Festival Internacional da Canção de Viña del Mar e chegou a ser indicada para o MTV Video Music Awards (VMA) e Grammy Latino.
Desde 2020, é a apresentadora do show de talentos Got Talent Uruguai.

## Carreira artística

### Influências
Entre os referentes artísticos de Oreiro, encontram-se artistas variados como Janis Joplin, Pearl Jam, Los Redondos, Los Ramones, Charly Garcia, Sumo, Almendra, Sui Generis, Los Piojos e Fiona Apple. A respeito das grandes diferenças musicais em seus trabalhos e suas influências, ela declarou a revista Rolling Stone que:
| “ | Se eu trago pop latino, não quer dizer que não posso gostar de Los Redondos. Eles gravaram um álbum em homenagem a Sandro, e quando eram jovens o ouviam com desatenção, ou não? Sandro era popular. A música é música. Posso ter prioridade por algo, mas não devo ser limitada; ainda que não satisfaça seu gosto, algo nesse meio pode lhe atrair. | ” |

### Crítica e legado
Natalia é considadera uma das latinas mais reconhecidas graças a suas telenovelas e canções. Devido a sua enorme popularidade internacional com suas ficções, chegou a ser considerada a "rainha das telenovelas". Em países como Rússia e Israel, graças ao grande sucesso televisivo, muitos jovens começaram a estudar a língua espanhola.
Apesar de muitos meios de comunicação julgarem negativamente o talento vocal de Oreiro, ela se posicionou no âmbito musical como uma das cantoras latinas mais populares e premiadas, assim como a uruguaia com maior vendas de discos no mundo. "Cambio Dolor", "Me muero de amor", "Tu veneno", "Rio da prata" e "Que digan lo que quieran" foram alguns sucessos indiscutíveis a nível internacional. Seu êxito ultrapassou os limites da América Latina, sendo a primeira a receber um disco de ouro na Rússia.